# Kunhultasjön
Kunhultasjön är en sjö i Aneby kommun i Småland och ingår i Motala ströms huvudavrinningsområde. Sjön har en area på 0,933 kvadratkilometer och ligger 265 meter över havet.

## Delavrinningsområde
Kunhultasjön ingår i det delavrinningsområde (640840-144928) som SMHI kallar för Utloppet av Assjön. Medelhöjden är 274 meter över havet och ytan är 29,48 kvadratkilometer. Det finns inga delavrinningsområden uppströms utan avrinningsområdet är högsta punkten. Bulsjöån som avvattnar avrinningsområdet har biflödesordning 3, vilket innebär att vattnet flödar genom totalt 3 vattendrag innan det når havet efter 233 kilometer. Delavrinningsområdet består mestadels av skog (53 procent) och jordbruk (17 procent). Avrinningsområdet har 5,72 kvadratkilometer vattenytor vilket ger det en sjöprocent på 19,4 procent.